# 東区 (大邱広域市)

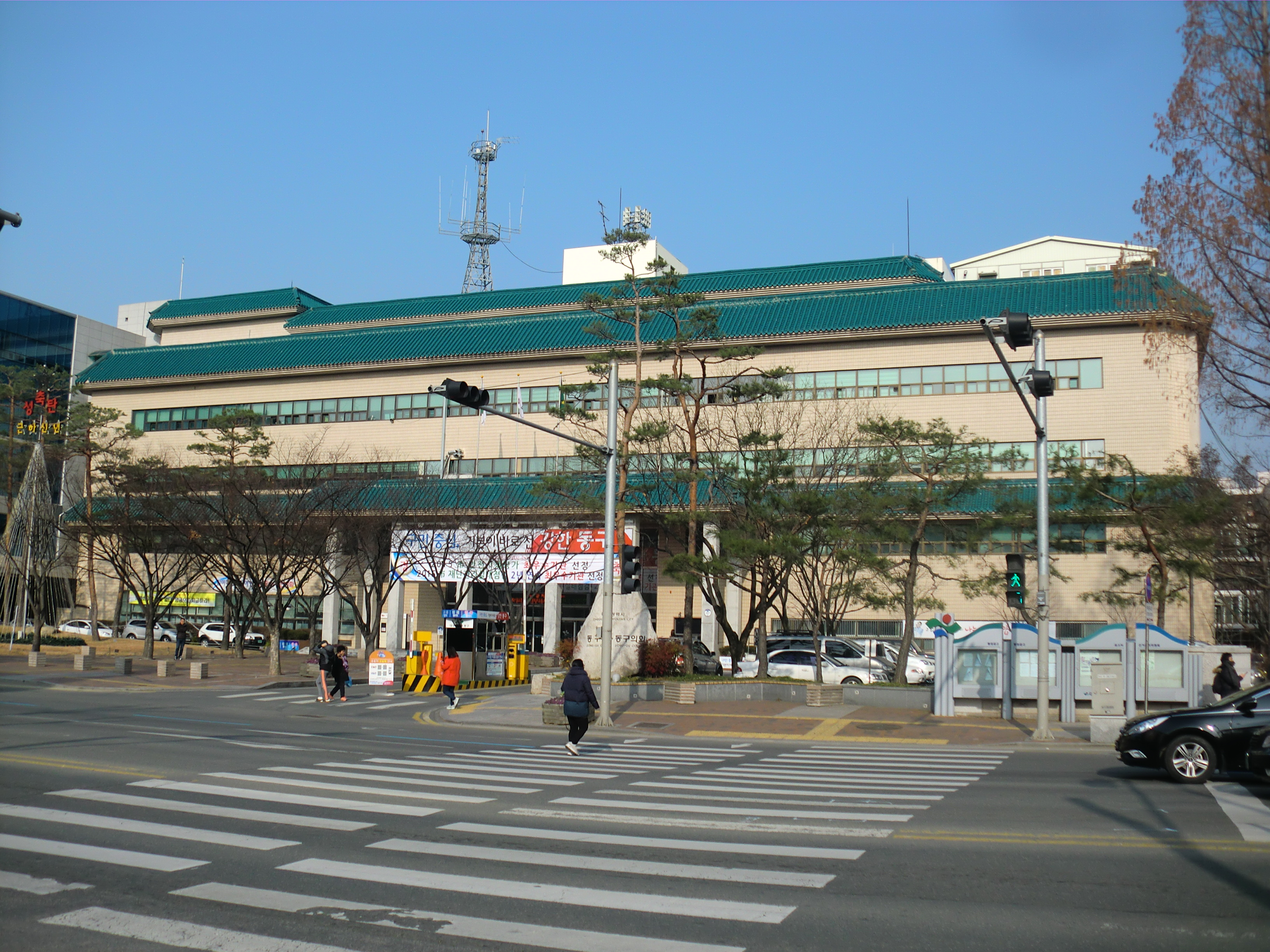
東区庁

東区（トンく/동구）は、大韓民国大邱広域市の区である。

## 歴史
- 三国史記記載の解顔はここに比定されている。
- 1963年1月1日 - 慶尚北道大邱市新岩洞・新川洞・孝睦洞・晩村洞・泛魚洞・黄青洞・池山洞・凡勿洞・斗山洞・上洞・中洞・寿城洞・巴洞・坪広洞・鳳舞洞・不老洞・道洞・枝底洞・立石洞・検沙洞・芳村洞・屯山洞・釜洞・新坪洞の区域をもって、東区が設置される。
- 1968年7月20日 - 北区七星洞の一部を編入。
- 1975年10月1日 - 新岩洞の一部が北区に編入。
- 1980年4月1日 - 泛魚洞・晩村洞・寿城洞・黄金洞・中洞・上洞・巴洞・斗山洞・池山洞・凡勿洞および新川洞の一部が寿城区として分離。
- 1981年7月1日 - 慶尚北道達城郡公山面、慶山郡安心邑を編入。
- 1987年1月1日
  - 研経洞および新岩洞の一部が北区に編入。
  - 寿城区佳川洞の一部を編入。
- 1988年5月1日 - 自治区に昇格[2]。
- 1991年4月15日 - 東区議会を開院。
- 1995年1月1日 - 大邱広域市 東区に改称。
- 1998年9月21日 - 安心出張所を廃止。

## 行政

行政区域図

行政洞は22洞、法定洞は45洞からなる。
| 行政洞       | 法定洞 |
| ------------ | --- |
| 新岩1洞      | 新岩洞 |
| 新岩2洞      | 新岩洞、新川洞                                                                                               |
| 新岩3洞      | 新岩洞 |
| 新岩4洞      | 新岩洞 |
| 新岩5洞      | 新岩洞 |
| 新川1・2洞   | 新川洞 |
| 新川3洞      | 新川洞 |
| 新川4洞      | 新川洞 |
| 孝睦1洞      | 孝睦洞 |
| 孝睦2洞      | 孝睦洞 |
| 道坪洞       | 坪広洞、道洞、検沙洞                                                                                         |
| 不老・鳳舞洞 | 鳳舞洞、不老洞                                                                                               |
| 枝底洞       | 枝底洞 |
| 東村洞       | 立石洞、検沙洞                                                                                               |
| 芳村洞       | 芳村洞 |
| 解顔洞       | 芳村洞、屯山洞、釜洞、新坪洞                                                                                 |
| 安心1洞      | 新基洞、栗下洞                                                                                               |
| 安心2洞      | 龍渓洞、栗岩洞、上梅洞、梅余洞                                                                               |
| 安心3洞      | 槐田洞、琴江洞、大林洞、司福洞、淑泉洞、東湖洞、新西洞                                                       |
| 安心4洞      | 西湖洞、東湖洞、新西洞、角山洞                                                                               |
| 革新洞       | 東内洞、槐田洞、大林洞、司福洞、淑泉洞、内谷洞、新西洞、角山洞                                               |
| 公山洞       | 能城洞、真仁洞、道鶴洞、百安洞、米谷洞、龍水洞、新武洞、美垈洞、内洞、新龍洞、中大洞、松亭洞、徳谷洞、智妙洞 |

### 警察
- 大邱東部警察署

### 消防
- 大邱東部消防署

## 交通

### 空港
- 大邱国際空港

### 鉄道
- 韓国鉄道公社
  - 京釜高速線・京釜線
    - 東大邱駅

  - 大邱線
    - 琴江駅
- 大邱交通公社
  - 大邱都市鉄道1号線
    - 新川駅 - 東大邱駅駅 - 東区庁駅 - 峨洋橋駅 - 東村駅 - 解顔駅 - 芳村駅 - 龍渓駅 - 栗下駅 - 新基駅 - 半夜月駅 - 角山駅 - 安心駅 - 大邱韓医大病院駅